# Улица Екабпилс (Рига)
Улица Е́кабпилс (латыш. Jēkabpils iela) — улица в Латгальском предместье городе Риги, в историческом районе Московский форштадт. Начинается от перекрёстка улиц Лачплеша и Эмилии Беньямин, пролегает в северо-восточном направлении и заканчивается тупиком у насыпи железнодорожной линии. Общая длина улицы Екабпилс составляет 955 метров.
От своего начала до перекрёстка с ул. Даугавпилс улица Екабпилс асфальтирована, далее замощена булыжником, а после перекрёстка с ул. Жаня Липкес не имеет покрытия. На участке от ул. Фирса Садовникова до ул. Краславас движение одностороннее (в сторону ул. Ф. Садовникова), на остальной части улицы — двустороннее. Общественный транспорт по улице не курсирует.

## История
Улица Екабпилс впервые показана на городском плане 1844 года под названием Малая Мёртвая улица (нем. Kleine Todtenstrasse, латыш. Mazā Mirušo iela), поскольку проходила мимо нескольких кладбищ (ныне сад Миера и Тихий сад, а также староверческое кладбище, сохранившееся до наших дней). В 1859 году получила название Якобштадтская (нем. Jakobstadtische Strasse, латыш. Jēkabmiesta iela). В 1923 года город Екабпилс получил своё нынешнее название вместо старого латышского варианта Jēkabmiests; соответственно, и улица в Риге была переименована в улицу Екабпилс. В дальнейшем переименований улицы не было.
Тупиковый участок улицы за перекрёстком с ул. Даугавпилс в некоторых исторических документах упоминается как Малая Якобштадтская улица.

## Примечательные объекты
- Дом № 2 (1987 год, архитекторы Эгилс Буш и Юрис Пога)[5] — одно из первых в городе экспериментальных жилых зданий в стиле постмодернизма с квартирами в трёх уровнях.
- Дом № 4 — доходный дом Трифонова (1903 год, архитектор Я. Алкснис) — охраняемый памятник архитектуры[6].
- Дом № 5 — бывший Рижский завод цветного литья, производивший продукцию различного назначения из вторсырья[7].
- Дом № 12 — бывшая фабрика «Sarkanā Baltija» (бывшая швейная фабрика братьев Светлановых, с 1964 в составе производственного объединения «Sarkanais rīts»), в советское время специализировалась на производстве спортивного трикотажа и купальников[8].
- На участке между улицами Католю и Даугавпилс улица Екабпилс служит границей между двумя небольшими парками, устроенными на месте бывших кладбищ (сад Миера и Тихий сад).
- Дом № 19а — детский приют (1911–1912 гг., архитектор Р. Г. Шмелинг)[2].

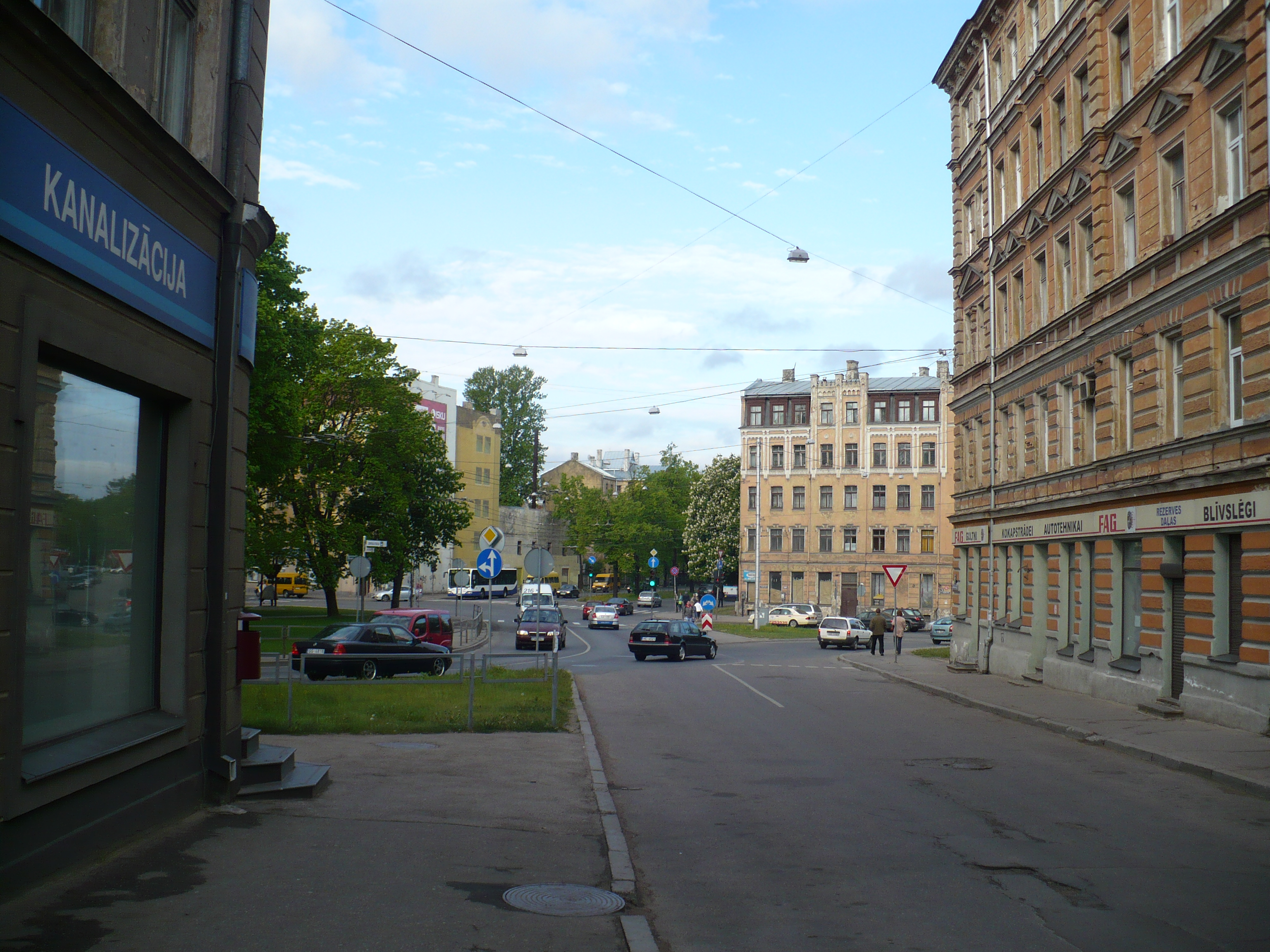
Перекрёсток с ул. Лачплеша
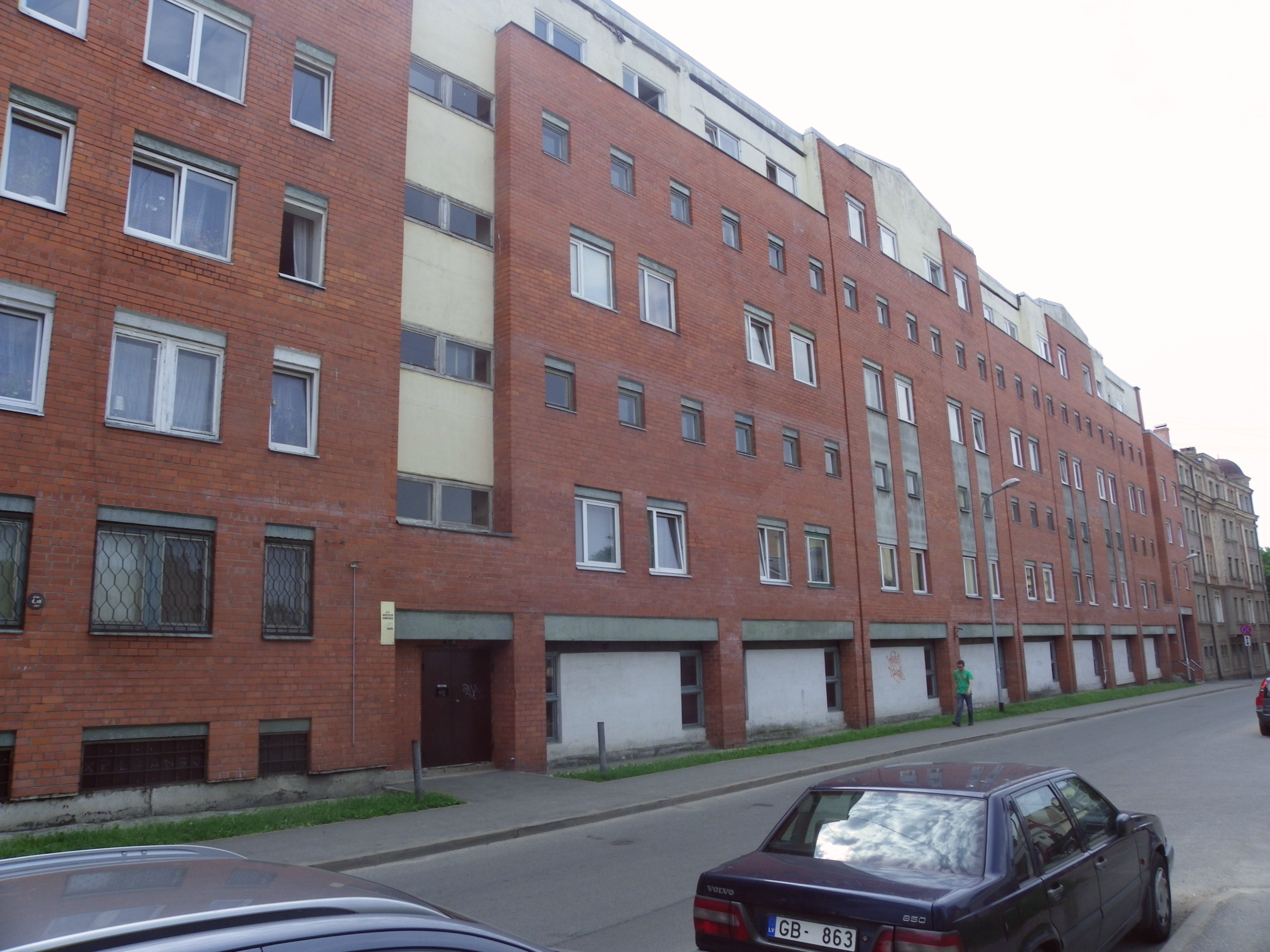
Дом № 2
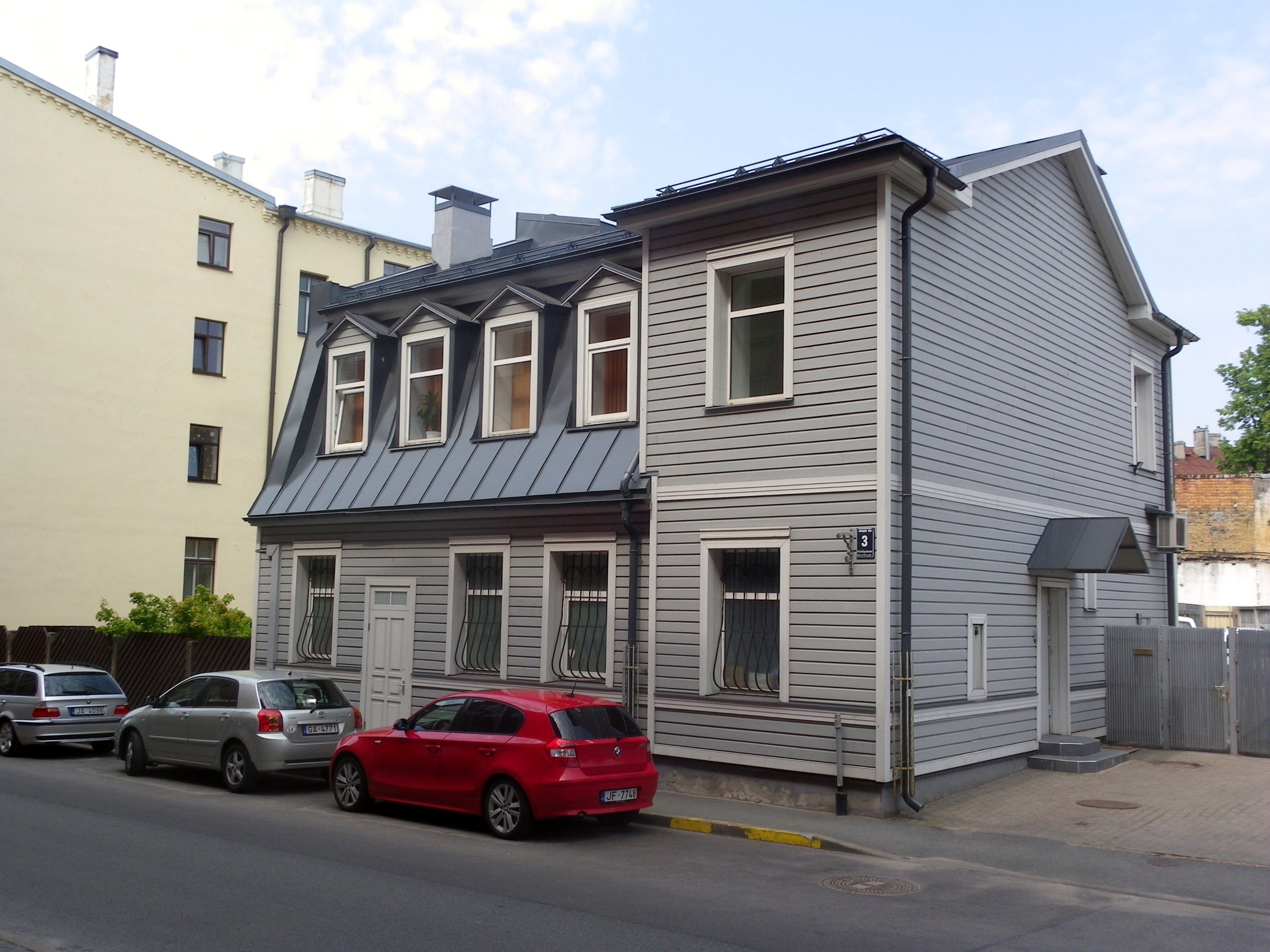
Дом № 3
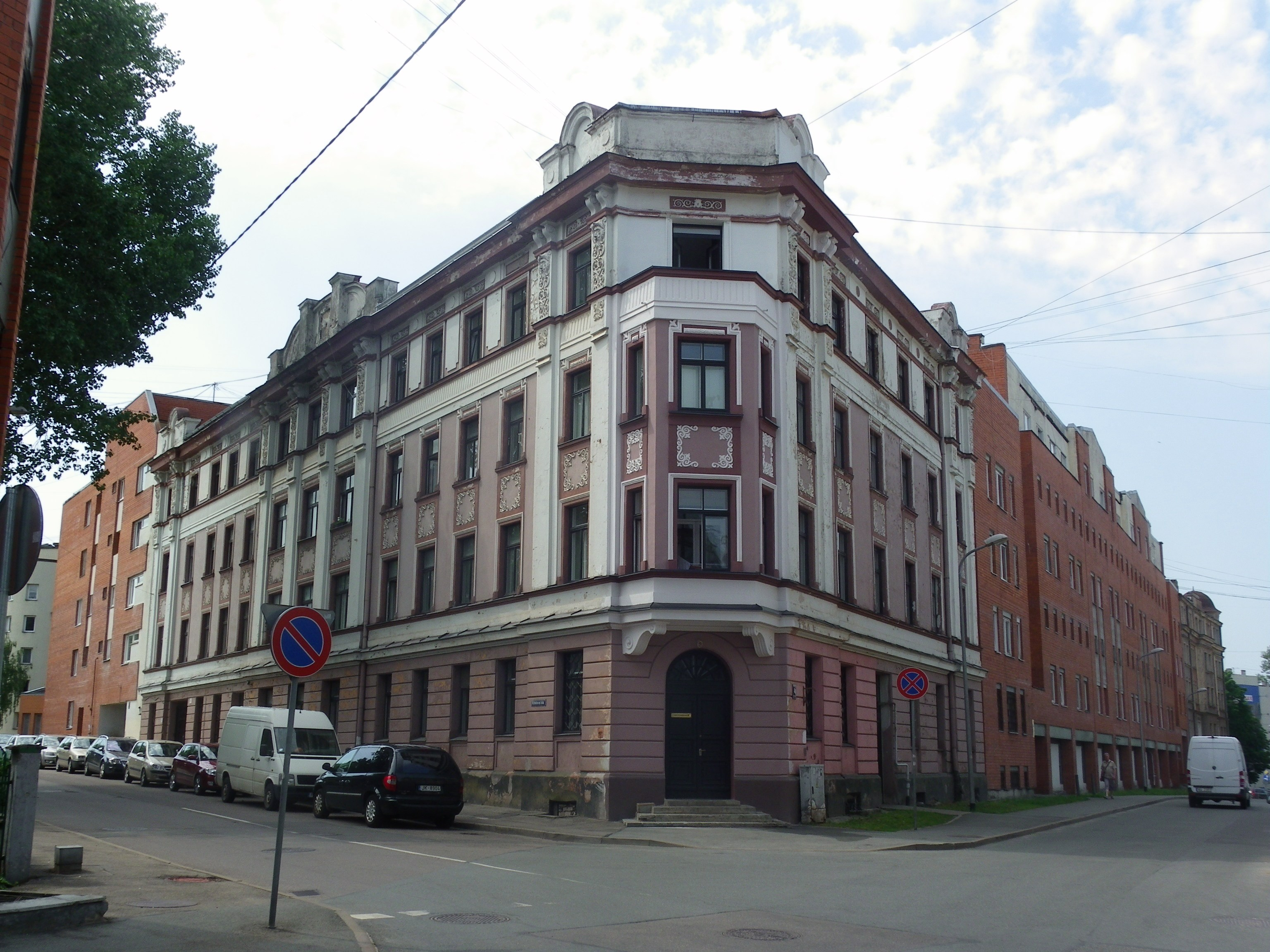
Дом № 4
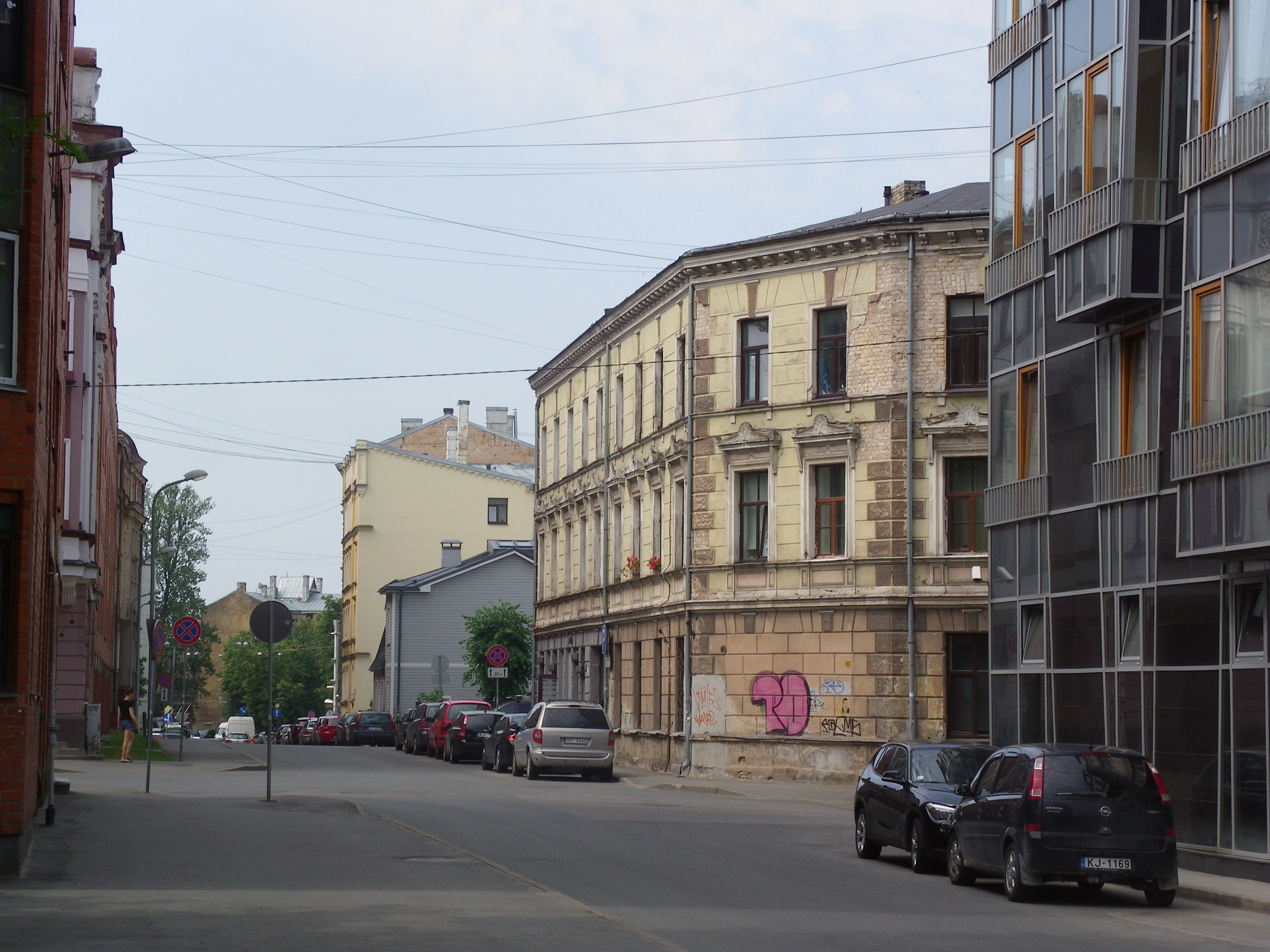
Перекрёсток с ул. Краславас
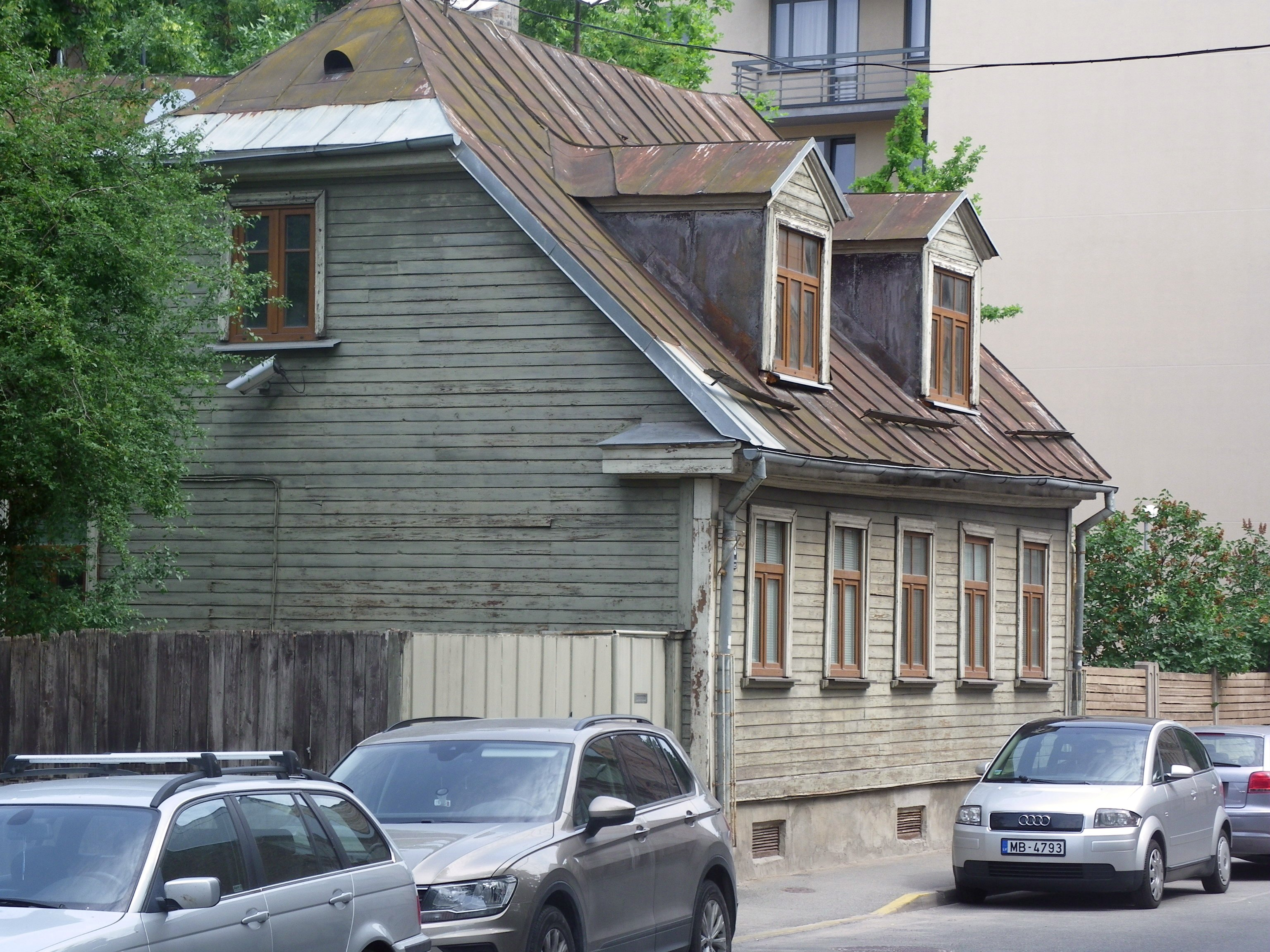
Дом № 13
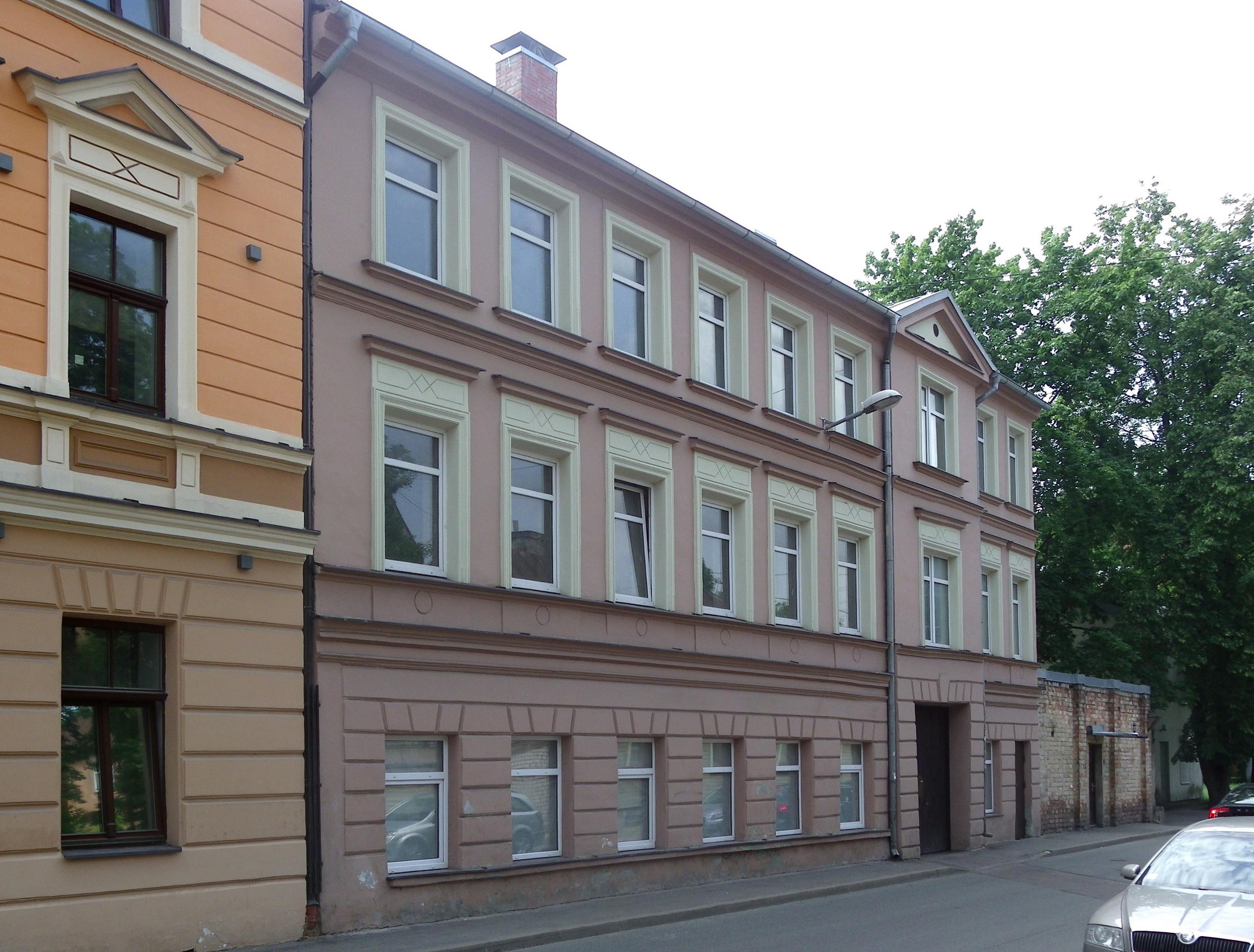
Дом № 14
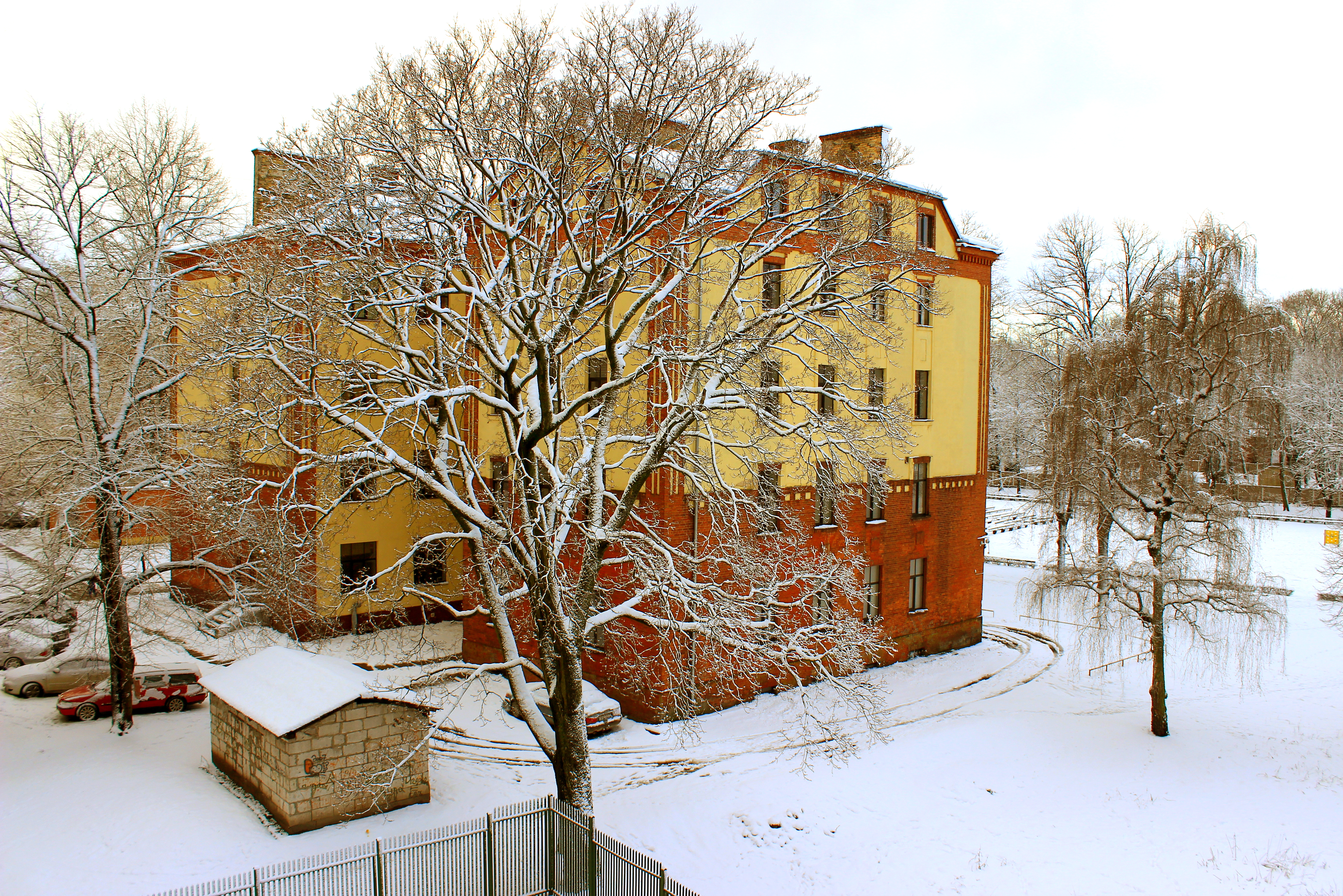
Дом № 19а и сад Миера

## Прилегающие улицы
Улица Екабпилс пересекается со следующими улицами:
- улица Эмилии Беньямин
- улица Лачплеша
- улица Фирса Садовникова
- улица Краславас
- улица Католю
- улица Даугавпилс
- улица Жаня Липкес